# Saint-Rambert-en-Bugey
Saint-Rambert-en-Bugey è un comune francese di 2 208 abitanti situato nel dipartimento dell'Ain della regione dell'Alvernia-Rodano-Alpi.

## Società

### Evoluzione demografica
Abitanti censiti